# ウェイン郡 (インディアナ州)
ウェイン郡（英: Wayne County）は、アメリカ合衆国インディアナ州に位置する郡である。人口は65,949人（2025年推計）。郡庁所在地はリッチモンドである。

## 歴史
ウェイン郡は1811年に設立された。この郡はアメリカ独立戦争の間将校であった、"マッド" アンソニー・ウェイン将軍の名を取って命名された。ウェイン郡は主としてインディアナ州及びオハイオ州で多くの衝突が起こった、北西インディアン戦争の1790年代の彼の活躍を思い起こされる。

## 地理
アメリカ合衆国統計局によると、この郡は総面積1,047 km2 (404 mi2) である。このうち1,045 km2 (404 mi2) が陸地で2 km2 (1 mi2) が水地域である。総面積の0.19%が水地域となっている。

### 隣接する郡
- ランドルフ郡 (北)
- オハイオ州ダーク郡 (北東)
- オハイオ州プレブル郡 (東)
- ユニオン郡 (南)
- ファイエット郡 (南西)
- ヘンリー郡 (西)

## 人口動勢

2000年人口ピラミッド

2000年国勢調査で、この郡は人口71,097人、28,469世帯、及び19,301家族が暮らしている。人口密度は68/km2 (176/mi2) である。29/km2 (76/mi2) の平均的な密度に30,468軒の住居が建っている。この郡の人種的構成は白人92.04%、アフリカン・アメリカン5.10%、先住民0.20%、アジア0.51%、太平洋諸島系0.03%、その他の人種0.69%、及び混血1.42%である。人口の1.37%がヒスパニックまたはラテン系である。
この郡内の住民は24.20%が18歳未満の未成年、18歳以上24歳以下が9.20%、25歳以上44歳以下が27.50%、45歳以上64歳以下が23.40%、及び65歳以上が15.70%にわたっている。中央値年齢は38歳である。女性100人ごとに対して男性は92.40人である。18歳以上の女性100人ごとに対して男性は88.10人である。
この郡の世帯ごとの平均的な収入は34,885米ドルであり、家族ごとの平均的な収入は42,811米ドルである。男性は32,298米ドルに対して女性は21,901米ドルの平均的な収入がある。この郡の一人当たりの収入 (per capita income) は17,727米ドルである。人口の11.40%及び家族の8.50%は貧困線以下である。全人口のうち18歳未満の16.10%及び65歳以上の8.60%は貧困線以下の生活を送っている。

## 都市及び町
- リッチモンド (Richmond)
- ボストン (Boston)
- ケンブリッジシティ (Cambridge City)
- センタービル (Centerville)
- ダブリン (Dublin)
- イーストジャーマンタウン (East Germantown)
- エコノミー (Economy)
- ファウンテンシティ (Fountain City)
- グリーンズフォーク (Greens Fork)
- ミドルボロ (Middleboro)
- ミルトン (Milton)
- スプリンググローブ (Spring Grove)
- ホワイトウォーター (Whitewater)
- Abington
- Hagerstown
- Mount Auburn